# Johnny Orosco
Jorge Carlos Orosco Torres (Lima, 6 de julio de 1968-Buenos Aires, 13 de mayo de 2007), más conocido como Johnny Orosco, fue un cantante y músico peruano. Fue vocalista y fundador del Grupo Néctar, grupo musical de cumbia.

## Biografía

### Primeros años
Nacido en Lima, pero sus padres fueron ayacuchanos. Hijo de Fernandina Torres y uno de cuatro hermanos. Su padre abandonó a su familia para irse a Venezuela. Creció en el centro poblado de Collique, en el distrito de Comas.

### Carrera musical
En sus inicios, en los años ochenta, integró la agrupación de cumbia Pintura Roja, donde las vocalistas principales eran Muñequita Sally y la Princesita Mily. Orosco tocaba la guitarra y se encargaba de los arreglos musicales. Años después, viajaría a Argentina, donde formó parte del grupo Ciclón como guitarrista.
En 1995, aún en Argentina, decidió formar su propia agrupación. Es así como junto con los músicos Ricardo Hinostroza, su hermano Enrique Orosco, Juan Carlos Marchand, entre otros compatriotas, crean Tormenta, que después pasaría a llamarse Néctar. Dicha agrupación contó con el apoyo discográfico de Leader Music, sello argentino, para su primera producción.
A inicios de la primera década del siglo XXI, acudieron a Bolivia a probar éxito y se consiguió en dicho país de Sudamérica. Poco después, Johnny abandonó el grupo siendo remplazado por el argentino Livio Damián Pereyra como vocalista hasta su retorno.

### Fallecimiento
El 13 de mayo de 2007 luego de haber ofrecido un concierto en el baile Mágico Boliviano (barrio de Liniers,Ciudad de Buenos Aires) la furgoneta en donde los integrantes del Grupo Néctar se trasladaban choco en 25 de Mayo y Pichincha contra otro automóvil. El automóvil se salió de la vía y cayó al vacío, provocando la muerte tanto del cantante como de las otras 12 personas.

## Vida privada
Junto con Eva Atanacio, su pareja desde la adolescencia, tuvo dos hijos: Deyvis, nacido en 1986, y Piero, nacido en 2001.

## Homenajes
El 10 de septiembre de 2007, Del Barrio Producciones de Michelle Alexander, se estrenó Néctar en el cielo, una miniserie basada en la vida y la carrera musical del cantante. La serie estuvo protagonizada por Christian Domínguez, Carolina Infante y Erick Elera.
El 7 de octubre de 2017, salió en los cines peruanos la película Somos Néctar, como conmemoración a los 10 años del accidente de los miembros de Néctar.
El 7 de agosto de 2024, Del Barrio Producciones de Michelle Alexander, se estrenó Tu nombre y el mío, una telenovela la cual se basa en la vida y carrera musical de Deyvis Orosco, su hijo. La telenovela es protagonizada por Reynaldo Pacheco, Carolina Infante y Mario Cortijo.

## Discografía
Con el Grupo Néctar

### Álbumes de estudio
- Embriágame suavecito (Leader, 1995)
- Los Reyes de la Cumbia (Santa Fe Records, 1997)
- Cariñosa (Cass, 2001)
- La magia de Néctar (Santa Fe Records 1998)
- Grupo Néctar (Rosita Producciones, 2001)

### Álbumes recopilatorios
- Solo éxitos (Rosita Producciones, 2000)
- Dos en uno (LM, 2007)
- Por siempre y para siempre… Los Reyes de la Cumbia (Play Music & Video, 2007)

### Álbum en vivo
- En concierto (Rosita Producciones)

### Álbumes homenaje
- Homenaje a Grupo Néctar Internacional (Rosita Producciones)